# 賴斯訥科格爾山
47°42′14″N 16°22′22″E / 47.70389°N 16.37278°E
賴斯訥科格爾山（德語：Reisnerkogel），是奧地利的山峰，位於該國東部，由布爾根蘭州負責管轄，距離格賴姆科格爾山0.7公里，海拔高度443米，每年平均降雨量1,074毫米。